# Ženský výrobní spolek
Ženský výrobní spolek, var en kvinnoorganisation i Kejsardömet Österrike i nuvarande Tjeckien, grundad 1871.
Dess tillkomst föregicks av  "Provolání k matkám a dívkám Českomoravským" som trycktes i januari 1871 i många tjeckiska tidningar, där författarna vädjade till behovet av att grunda en förening vars mål skulle vara att stödja flickors industriella utbildning.